# Felvidék

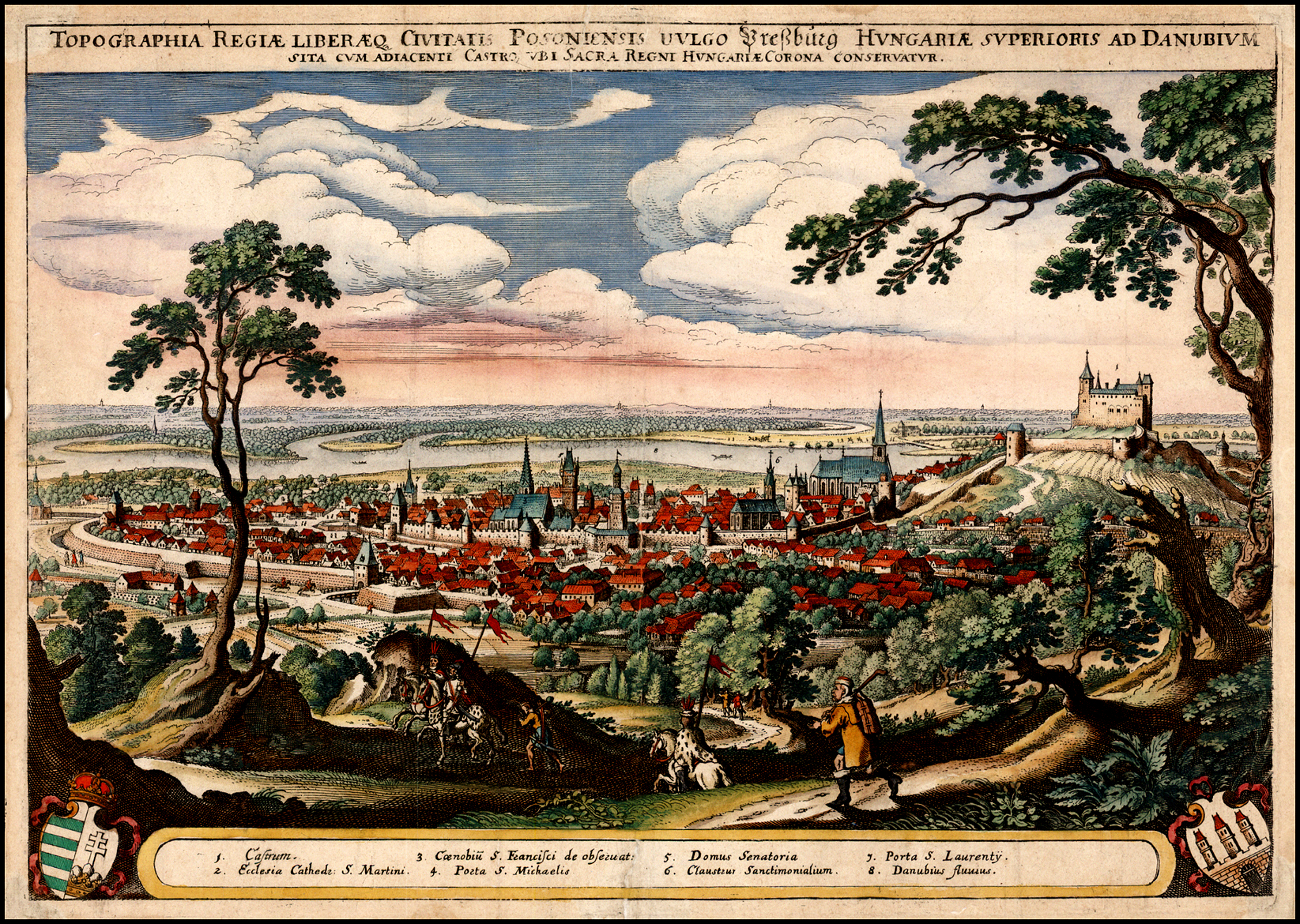
A felvidéki magyar koronázóváros Pozsony látképe 1638-ban Matthäus Merian metszetén

A Felvidék történelmi eredetű tájnév, amelynek a múltban többféle jelentése is volt. Ma Szlovákia területének szinonimájaként használatos – egyrészt a szlovákiai magyarok („felvidéki magyarok”) vonatkozásában, másrészt az 1918 előtti magyar történelem kapcsán, amikor a mai Szlovákia területe a Magyar Királyság szerves részét képezte. A Felvidék elnevezés azonban tágabb értelemben ennél kevésbé lehatárolható, a történelem egyes időszakaiban a Magyar Királyság más és más kiterjedésű területeit értették ezalatt.

## A név egykori és mai használata
A Felvidék nevet a régebbi korokban a maitól eltérő jelentésben használták. Eszerint három korábbi korszak különböztethető meg, a 19. század előtti, a 19. századi és a 20. századi értelmezés.
A 19. század előtt Felvidék alatt csak a Magyar Királyság szláv (szlovák és ruszin) lakosságú északi vidékeit, az úgynevezett „tótsági vidékeket” értették.[forrás?] Más országokhoz hasonlóan a hegyvidéket, elsősorban mai Szlovákia és Kárpátalja területén (vö. Bereg vármegye Felvidéki járás) jelölte.

### 19. századi értelmezés
Földrajzi jelentés:
A 19. században a Felvidék fogalmát kiterjesztették Magyarország egész északi hegyvidéki területére, amit korábban a Felső-Magyarország vagy Felföld elnevezéssel jelöltek. Ez a régió a mai Szlovákia területéből a Kisalföld folytatását kivéve a hegyvidéki területeket foglalta magában. Kelet felé ugyanakkor a mai Magyarország északi területei, a Dunakanyartól északra és a teljes Északi- középhegység vidéke, valamint Kárpátalja hegyvidéki része is hozzá tartoztak, sőt még Máramaros területét is beleértették.
A 19. század végén kiadott nagy leíró munka, Az Osztrák–Magyar Monarchia írásban és képben a következő 21 vármegyét sorolta a Felvidékhez, ami már konkrétabb lehatárolást ad a megnevezésnek.
- Pozsony vármegye, székhelye Pozsony
- Nyitra vármegye, székhelye Nyitra
- Bars vármegye, székhelye Aranyosmarót
- Hont vármegye, székhelye Ipolyság
- Nógrád vármegye, székhelye Balassagyarmat
- Borsod vármegye, székhelye Miskolc
- Zemplén vármegye, székhelye Sátoraljaújhely
- Abaúj-Torna vármegye, székhelye Kassa
- Sáros vármegye, székhelye Eperjes
- Gömör és Kishont vármegye, székhelye Rimaszombat
- Szepes vármegye, székhelye Lőcse
- Zólyom vármegye, székhelye Besztercebánya
- Liptó vármegye, székhelye Liptószentmiklós
- Árva vármegye, székhelye Alsókubin
- Turóc vármegye, székhelye Turócszentmárton
- Trencsén vármegye, székhelye Trencsén

Északkeleti vármegyék:
- Szabolcs vármegye, székhelye Nyíregyháza
- Bereg vármegye, székhelye Beregszász
- Ung vármegye, székhelye Ungvár
- Ugocsa vármegye, székhelye Nagyszőlős
- Máramaros vármegye, székhelye Máramarossziget

Politikai jelentés:
A dualizmus korában a Felvidék kifejezést a földrajzi jelentése mellett egyre inkább politikai értelemben is használták, a többségében vagy jelentős részben szlováklakta 16 vármegyét értve alatta. (Trencsén, Árva, Turóc, Liptó, Zólyom, Szepes, Sáros, Pozsony, Nyitra, Hont, Bars, Nógrád, Gömör, Abaúj-Torna, Zemplén és Borsod vármegyék – de nem sorolták ide Szabolcs, Bereg, Ung, Ugocsa, Máramaros megyéket.) A miniszterelnök és a kormányzat felvidéki körrendeleteinek is ez a 16 vármegye volt a címzettje.

### 20. századi értelmezés

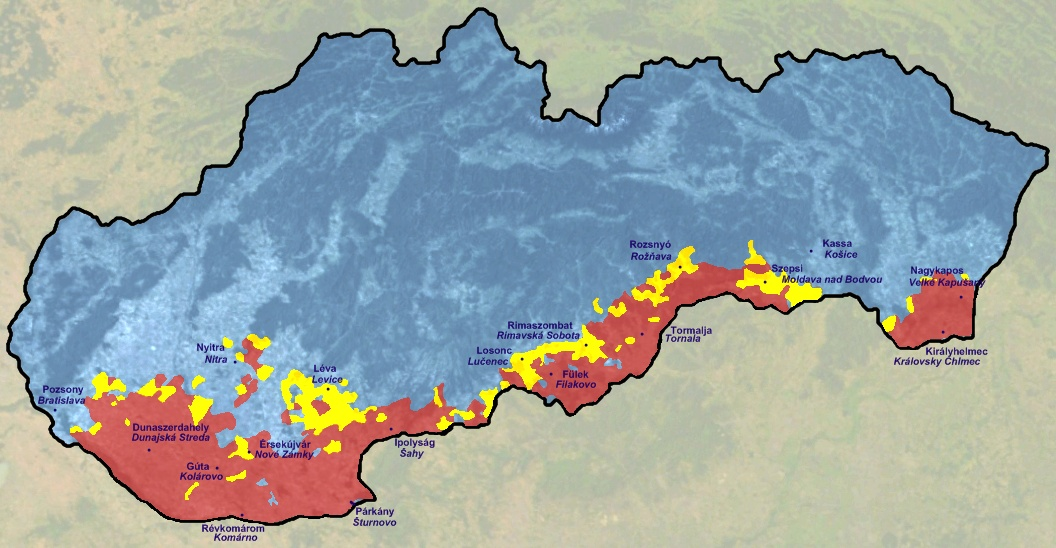
Felvidéki magyarok

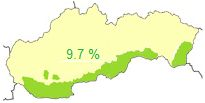
Felvidéki magyarok

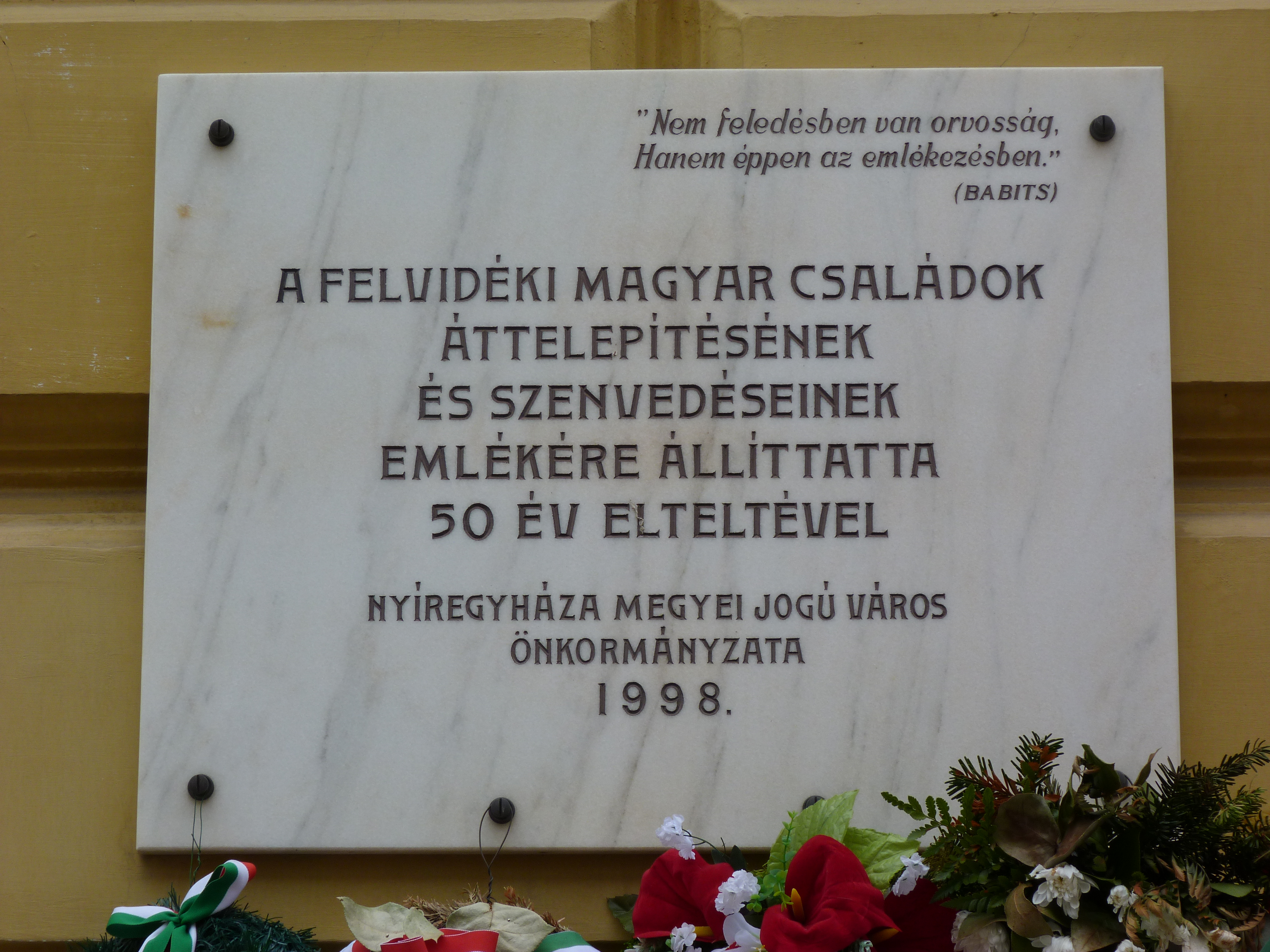
Áttelepített felvidéki magyarok emléktáblája – Nyíregyháza

Az 1920-as trianoni békeszerződés után a volt Magyar Királyságtól Csehszlovákiához került területek egészét kezdték politikai értelemben Felvidéknek nevezni, tehát a mai Szlovákia teljes területét és Kárpátalját („Kelet-Felvidék”). A Felvidék Magyarországon maradt részeit (az Északi- középhegység területeit és vármegyéiket) ezzel párhuzamosan az újjáéledt Felső-Magyarország névvel is illették. A II. világháború előtt a Csehszlovákiától Magyarországhoz visszacsatolt országrészt (Dél-Szlovákia és Kárpátalja) „az anyaországhoz visszatért felvidéki területnek” nevezték.
Ezzel párhuzamosan a földrajzi szóhasználatban megszületett az „Északnyugati Felvidék”, „Északkeleti Felvidék” és „Délkeleti Felvidék” fogalma is: az első a mai Szlovákia hegyvidéki területét, a második nagyjából a mai Kárpátalja hegyvidéki területét és a mai romániai Máramarost jelentette, az utóbbi pedig egyszerűen a történelmi Erdély szinonimája volt.
A trianoni békediktátum után sokan elhagyták Felvidéket; gróf Esterházy János (1901–1957) Csehszlovákia legjelentősebb magyar mártír politikusa volt, aki maradt az újonnan létrehozott államban. Esterházy János gróf élete valamint állásfoglalásai a szlovák-magyar viszonyban máig viták tárgya, mivel szimbólummá vált. Az 1920-as évek közepén kezdte közéleti pályafutását, a magyarok visszaszorítását is magában foglaló "csehszlovákizmus" ellenzőjeként lépve fel. 1931-ben Esterházy a Csehszlovák Köztársasági Magyar Népszövetségi Liga vezetője lett, ez a Népszövetség (az Egyesült Nemzetek előde) keretében működött. Egy év múlva, 1932. december 11-én az Országos Keresztény Szocialista Párt elnöke lett. Az 1935-ös választásokon Kassán bekerült a csehszlovák parlamentbe. Önrendelkezési jogot, nemzeti, vallási és kulturális téren a fejlődés biztosítását, Szlovákia és Kárpátalja számára autonómiát követelt.
Jelentős felvidéki magyar politikus Turchányi Imre országgyűlési képviselő volt. 1919-ben részt vett az Országos Keresztényszocialista Párt csallóközi és mátyusföldi megszervezésében, melynek érsekújvári körzetének elnöke lett. A tartományi, majd a nemzetgyűlési választásokon képviselő jelölt volt. 1935–1938 között a prágai szenátusban az Egyesült Magyar Párt szenátora, annak külügyi bizottságában egyetlen magyarként föltárta és bírálta a csehek magyarellenes törekvéseit. 1938-ban a prágai szenátusban előterjesztett nyilatkozatában a magyarok, németek és szlovákok egységesen fordultak szembe a csehszlovák központosító politikával.
Trianoni békeszerződés aláírása után, dr. persai Persay Ferenc (1854–1937), Bars vármegye utolsó magyar alispánja, az irredentista Honvédelmi Párt korelnöke, igen aktív szerepet töltött az irredentista világon. A megszállt vármegyék követei Pest vármegye székházának közgyűlési termében ülést tartottak, és ekkor dr. Persay Ferenc, Bars megye alispánja elnöki megnyitójában azt jelentette ki, hogy "él a magyar, áll Buda még. Az a szerződés, amelyet ma Párisban aláírnak, nem hozza a magyar békét. A hivatalos magyar kormány aláírhatja ugyan, de Magyarország népe békeszerződésnek elismerni nem fogja soha." 1920. májusában a Területvédő Liga küldöttsége dr. Persay Ferenc barsi alispán vezetésével tisztelgetett nagybányai Horthy Miklós kormányzónál, és a tárgyalásokat vezette. Ennek a Ligának az egyik alapító tagja is volt. Másrészt, Persay Ferenc a megszállott törvényhatóságok követgyűlésének az elnöke is volt.
A henckói születésű dr. Lux Gyula (1884–1957), nyelvész, tanügyi főtanácsos, a felvidéki dobsinai és dél-szepesi német kultúra jeles kutatója volt. Az 1920-as évek során, dr. Lux Gyula és vitéz Gömöry Árpád (1883–1943), tábornok, a Vaskorona-rend lovagja, a "Dobsinai Társaskör" két vezetője volt és egyben a két legaktívabb tagja is. A Trianoni békeszerződést követően a felvidéki Dobsina el lett szakítva a Magyar Királyságtól, település ahonnan mindkettőnek a családja származott; igen komoly vállalkozásba nagy erőt fektettek be, különböző kulturális, nyelvészeti, katonai történelmi tanulmányokkal Dobsináról, amelyekkel igyekezték a település múltját megőrizni. 1927-ben a "600 éves Dobsina Jubileumi Emlékkönyve" nevezetű munkát adtak ki a szintén dobsinai származású dr. Szlávik Mátyás segítségével, és Gömöry Árpád szerkesztői munkásságával. Gömöry Árpád, nem csak szellemi munkatársa volt Lux Gyulának de bensőséges barátságot is ápolt vele; a katonatiszt pedig távoli rokona volt Lux Gyula feleségének, a dobsinai származású Gömöry Irénnek. A kötetben Lux Kálmán neves építész "Dobsina legrégibb építőművészeti emléke" című tanulmánya is jelent meg; Lux Kálmán pedig távoli rokona volt Lux Gyula nyelvésznek.
A szocializmus idején a „Felvidék” kifejezést a médiában és a szakirodalomban nem használták.

### Mai értelmezés
Ma a „Felvidék” jelentése már csak Szlovákia területére korlátozódik. A területet magyar történelmi-földrajzi és kulturális vonatkozásban ezzel a névvel szokás jelölni, tehát egyrészt az 1918 előtti magyar történelem kapcsán, másrészt a szlovákiai magyarok („felvidéki magyarok”) vonatkozásában. Így a Felvidék és a Szlovákia szinonimáknak tekinthetők, és a témától függ, hogy melyiket használjuk. Újabban viszont a szlovákiai magyarok „Felvidék” alatt eleve a szlovákiai magyar nyelvterületet értik.
Szócikkünk további részében a ma Magyarországon használatos jelentést követjük.

### Jelképrendszer
Felvidék a történelem során soha nem képzett önálló közigazgatási egységet, ezért nem alakult ki saját jelképrendszere. A rendszerváltást követő időszakban több civil próbálkozás is történt saját zászló megalkotására, ám mindegyik marginális maradt. 2015-ben A Magyar Megmaradásért Polgári Társulás és a Hatvannégy Vármegye Ifjúsági Mozgalom bemutatta az általuk megalkotott „felvidéki zászlót", amelyet a korábbi próbálkozásokkal ellentétben már szélesebb társadalmi körben népszerűsítenek. Ez a zászló ötvözi Thököly Imre és II. Rákóczi Ferenc lobogóit.

## Híres felvidéki magyarok
Az alábbi híres közéleti személyek és művészek az 1918 előtti Felvidéken születtek vagy éltek. Az ezt követően Csehszlovákia, illetve Szlovákia területén született vagy élt magyarokról lásd: Szlovákiai magyarok listája
- Andrássy Gyula (Oláhpatak) politikus
- Balassi Bálint (Zólyom) költő
- Batthyány Lajos (Pozsony) mártír miniszterelnök
- Bercsényi Miklós (Temetvény) politikus, hadvezér
- Blaha Lujza (Rimaszombat) operaénekes
- Csontváry Kosztka Tivadar (Kisszeben) festőművész
- Dobó István (Dobóruszka) az egri várvédő, erdélyi vajda
- Dohnányi Ernő (Pozsony) zeneszerző
- Feketeházy János (Vágsellye) hídépítő mérnök, a Szabadság híd tervezője
- Jókai Mór (Komárom) író
- Kassák Lajos (Érsekújvár) költő, képzőművész
- Klapka György (Komárom), honvédtábornok, helyettes hadügyminiszter
- Madách Imre (Alsósztregova) drámaíró
- Márai Sándor (Kassa) író
- Mikszáth Kálmán (Szklabonya) író
- Pázmány Péter (Nagyszombat, Vágsellye) esztergomi érsek, bíboros, a magyarországi ellenreformáció vezető alakja, író
- II. Rákóczi Ferenc (Borsi) erdélyi fejedelem, hadvezér
- Reviczky Gyula (Vitfalva) költő
- Sajó Sándor (Ipolyság) költő, tanár, drámaíró, az MTA levelező tagja.
- Tompa Mihály (Rimaszombat) költő
- Vak Bottyán (Vágsellye) kuruc generális